# اسکات اسکایلز
اسکات اسکایلز (انگلیسی: Scott Skiles؛ زادهٔ ۵ مارس ۱۹۶۴) بازیکن بسکتبال اهل ایالات متحده آمریکا است.
از باشگاه‌هایی که در آن بازی کرده‌است می‌توان به اورلندو مجیک، ایندیانا پیسرز، شیکاگو بولز، واشینگتن ویزاردز، میلواکی باکس، فینیکس سانز، و فیلادلفیا سونتی‌سیکسرز اشاره کرد.
وی در مسابقات کشوری و بین‌المللی در مجموع برندهٔ ۱ مدال طلا شده‌است.